# Cornelia Hanisch
Cornelia Hanisch (* 12. Juni 1952 in Frankfurt am Main) ist eine ehemalige deutsche Fechterin und mehrfache Weltmeisterin.

## Leben
Hanisch trainierte im Fechtclub Offenbach von 1863 e. V., wurde 1979, 1981 und 1985 Einzelweltmeisterin im Florettfechten. 1984 gewann sie bei den Olympischen Spielen in Los Angeles Gold mit der Mannschaft und Silber im Einzel. Sie war 1976, 1978, 1979, 1980 und 1982 Deutsche Meisterin.
Hanisch arbeitete als Berufsschullehrerin für Deutsch, Wirtschaftskunde, Mathematik und Berufskunde an der Offenbacher Käthe-Kollwitz-Schule. Sie war in der Jury des jährlich vergebenen Schlappekicker-Preises der Frankfurter Rundschau, mit dem unter anderem sozial und integrativ wirkende Einzelpersonen, Gruppen und Vereine ausgezeichnet werden. Für den Deutschen Olympischen Sportbund (kurz: DOSB) übernahm sie Patenschaften und Schirmherrschaften zu sportlichen Themen und Veranstaltungen. Hanisch war Mitglied im NOK Deutschland.

## Ehrungen
- 1980: Silbernes Lorbeerblatt[5]
- 1985: Sportlerin des Jahres
- 2016: Aufnahme in die Hall of Fame des deutschen Sports[6]